# İmişli (district)
İmişli (ook geschreven als Imishli) is een district in Azerbeidzjan.
İmişli telt 118.600 inwoners (01-01-2012) op een oppervlakte van 1820 km²; de bevolkingsdichtheid is 65,2 inwoners per km².